# 毛景彪
毛景彪 （1912年—1961年），民国军事人物。中华民国陆军中将军衔。字嘯風，别号玉泉，浙江奉化人。

## 生平
1912年10月29日，生于浙江奉化县岩头村，出自奉化毛氏，父毛赞廷，与蒋中正原配毛福梅同族，故与民国名将毛邦初、毛瀛初、毛圣栋，政治人物毛懋卿等均为族亲。有弟毛景麟，北伐时期名将。
早年毕业于黄埔军校第六期政治科。后毕业于陆军大学第10期。早年专长通信，曾任中华民国军政部直属交通兵团有线电信大队排长、副连长、通信大队大队长。北伐时期，担任国民革命军预备第十师参谋主任、参谋长。
抗日战争时期，1940年，出任第九十一军参谋长。1940年夏，调任钱塘江北岸防守指挥部参谋长。1940年10月，再次调任，出任暂编第九军参谋长。1942年，出任第十集团军高级参谋。1943年，出任第十集团军参谋长。后转任第十六师副师长，军务局第一副局长。
1945年2月20日，授中华民国陆军少将军衔，晋升陆军少将，年仅34岁。
1946年，国共内战全面爆发，任国民党王牌军整编第3师中将副师长，为王敬久整编军（相当于集团军）部下。1946年9月，定陶战役中，整编第3师被解放军包围，残部2000余人突围成功。1948年5月，出任中华民国国防部第一厅（人事厅）副厅长，中将军衔。1948年9月22日，晋升中华民国陆军中将，时年仅36岁。1949年，出任国民党国防部一厅中将厅长。
1949年，赴台湾。曾在台湾革命实践研究院（今國家發展研究院）研究。在台湾担任中华民国国防部和参谋本部多种要职，包括中华民国国防部第一参谋次长室次长，人事厅厅长，中华民国总统府戰略顧問委員會委員，终总统府国策顾问。1961年7月，因肺癌在台北逝世，享年50岁（满49岁）。

## 家庭
岳父谭延闿，夫人谭莉，享寿百岁，是陈诚夫人谭曼意之妹。有二子一女：
- 长子毛高文，台湾教育界、外交界要人

夫人应该是奉化下跸驻宋家之女宋氏。